# Lợn Mường Khương
Lợn Mường Khương là một giống lợn được nuôi nhiều ở vùng núi phía Bắc và gắn liền với đời sống người H'Mông, chúng là giống lợn địa phương có từ lâu đời, được nuôi ở nhiều vùng thuộc tỉnh Lào Cai, nhiều nhất là ở huyện Mường Khương. Đây là một trong ba giống lợn quý ở các tỉnh phía Bắc, chúng cũng là một trong ba giống lợn nội chủ yếu làm nền lai kinh tế ở Miền Bắc Việt Nam.

## Đặc điểm
Tầm vóc lớn, sức chống chịu tốt với điều kiện chăn thả ở các vùng núi cao là đặc điểm nổi bật của giống lợn này. Lợn có màu sắc lông da đen tuyền hoặc đen có đốm trắng ở đầu đuôi và ở chân, lông thưa và mềm. Đa số lợn có mõm dài thẳng hoặc hơi cong, trán nhăn, tai to hơi cúp rũ về phía trước Lợn có tầm vóc to, nhưng lép người, bốn chân to cao vững chắc. Lưng không thẳng nhưng cũng không võng lắm, bụng to nhưng không sệ tới sát đất, mông hơi dốc. Lợn có tỷ lệ mỡ nhiều do sống trên đỉnh núi cao, vận chuyển khỏ khăn, không cỏ thị trường, người H'Mông có thói quen nuôi lợn thật to để cúng giỗ, cưới xin.
Lợn Mường Khương có tốc độ sinh trưởng chậm, khối lượng sơ sinh khá cao (0,6 kg), từ sơ sinh đến 4 tháng tuổi lợn tăng trọng thấp (3–4 kg/tháng), giai đoạn choai 5 – 6 tháng tuổi lợn bắt đầu cho tăng trọng khá hơn (5–6 kg/tháng). Sau 12 tháng tuổi lợn vẫn còn phát triển và khối lượng trung bình trên 90 kg, có những con dạt tới 121,5 kg ở 18 tháng tuổi. Lợn Mường Khương cỏ tuổi động dục đầu tiên muộn 6-7 tháng tuổi), tuổi đẻ lứa đầu là khoảng một năm tuổi, thời gian động hớn dài (5-7 ngày), thời gian cỏ chửa 114-116 ngày, số con đẻ ra và nuôi sống thấp (5 con/ lứa), khả năng nuôi con thấp do tập quán thả rông, thiếu dinh dưỡng, số lứa đẻ trong năm khoảng 1,2 – 1,3 lứa.
Lợn giống lợn đen Mường Khương là giống lợn quý hiếm với ưu điểm thích ứng tốt trong điều kiện tự nhiên, đồng thời sinh trưởng phát triển nhanh, tăng đàn mạnh, tăng trọng hơn hẳn các giống lợn khác, rất phù hợp với khả năng người chăn nuôi và thị hiếu người tiêu dùng, lợn Mường Khương được chăm sóc cùng chế độ thì cũng phát triển tương đương, thậm chí giống lợn đen này còn bán chạy và được giá hơn bởi chất lượng thịt thơm ngon.

## Chăn nuôi

### Thực trạng
Lợn Mường Khương hiện tập trung tại các vùng núi cao nơi người H'mông ở. Thị trường ở đây chưa phát triển do vùng núi xa xôi, độ cao lớn đi lại khó khăn nên việc lai kinh tế với lợn ngoại qua thụ tinh nhân tạo hầu như chưa có. Do một thời gian dài chịu ảnh hưởng tác động "hướng ngoại", một số hộ chăn nuôi đã nhập lợn lai màu trắng có nguồn gốc từ nơi khác về nuôi theo phương thức bán công nghiệp, tập trung. Do tập quán chăn nuôi từ bao đời nay, nên người dân trong huyện ít quan tâm đến sản xuất lợn con tại chỗ, chưa chú trọng nhiều đến công tác chọn giống, phối giống, lai tạo giống, chuồng trại không đảm bảo vệ sinh; thức ăn không đủ dinh dưỡng; công tác tiêm phòng chưa thực hiện thường xuyên; cai sữa lợn con muộn dẫn đến tình trạng thiếu giống lợn con nuôi thịt trên địa bàn.
Tỉnh Lào Cai đã phê duyệt cho triển khai thực hiện Dự án Xây dựng mô hình chăn nuôi lợn nái trong nông hộ, sản xuất lợn con nuôi thịt F1 có tỉ lệ nạc cao tại huyện Mường Khương. Dự án đã giúp người dân biết cách lựa chọn, sử dụng con giống tốt để phát triển đàn tại quy mô hộ gia đình, khắc phục được tình trạng giao phối cận huyết và góp phần nhân nhanh số lượng đàn lợn trên địa bàn các thôn. Dự án đã xây dựng 2 mô hình: Mô hình chăn nuôi lợn nái trong hộ dân quy mô Những con giống đủ tiêu chuẩn và được tiêm phòng vacxin. Các hộ nông dân tham gia dự án được hỗ trợ.

### Lai tạo
Mô hình chăn nuôi lợn nái trong nông hộ, sản xuất lợn con nuôi thịt F1 có tỉ lệ nạc cao đã mang lại hiệu quả kinh tế cao, nhờ tăng số lứa đẻ/nái/ năm (từ 1,65 lứa lên 1,8 lứa), khối lượng lợn sơ sinh được tăng lên từ 3,57 kg lên 6,04 kg/ổ, tăng số lợn con cai sữa (từ năm con lên tám con), giảm tiêu tốn thức ăn/1 kg tăng trọng (từ 4,25 xuống còn 3,35), tỷ lệ nạc/xẻ cao. Việc sử dụng đực giống Đại Bạch để cải tạo đàn nái thuần địa phương bằng phương phương pháp thụ tinh nhân tạo mang lại kết quả. So với lợn Mường Khương thuần chủng dân tự nuôi thì con lai F1 nuôi thịt có nhiều ưu điểm vượt trội như: Lợn F1 nuôi thịt có tốc độ tăng trọng nhanh, thời gian nuôi thịt rút ngắn, tỷ lệ nạc cao đạt 46,5%, chất lượng thịt cũng thơm ngon tương đương lợn Mường Khương thuần chủng, giá thành thấp hơn đã đáp ứng được nhu cầu, thị hiếu của số đông người tiêu dùng.
Mô hình thụ tinh nhân tạo đã cung ứng tinh lợn ngoại để lai tạo với đàn lợn nái địa phương nhằm tạo ra con lai F1 (50% máu Đại Bạch) có khả năng cho năng suất hơn giống lợn địa phương, thời gian nuôi ngắn phục vụ cho sản xuất và đời sống của nhân dân trong và ngoài huyện. hai con lợn đực giống Đại Bạch cho khai thác tinh đều đặn, cung ứng tinh đủ thụ tinh cho khoảng con 500 lợn nái trong huyện. Đã đào tạo được đội ngũ dẫn tinh viên thành thạo thực hiện công tác phối giống cho đàn lợn nái địa phương bằng phương pháp thụ tinh nhân tạo tại các xã, nhằm khai thác tối đa khả năng nhân giống của lợn đực ngoại.